# Ribes weberbaueri
Ribes weberbaueri är en ripsväxtart som beskrevs av Eduard von Glinka Janczewski. Ribes weberbaueri ingår i släktet ripsar, och familjen ripsväxter. Inga underarter finns listade i Catalogue of Life.